# Malabaila involucrata
Malabaila involucrata är en flockblommig växtart som beskrevs av Pierre Edmond Boissier och Wilhelm von Spruner. Malabaila involucrata ingår i släktet Malabaila och familjen flockblommiga växter. Inga underarter finns listade i Catalogue of Life.